# Matieu de Caersi
Matieu de Caersí (fl....1276...) fou un trobador occità originari del Carcí. Se n'ha conservat només una obra, un planh per la mort de Jaume I el Conqueridor.

## Vida
La rúbrica del manuscrit on es conserva aquesta obra (cançoner C) indica que l'autor és Mayestre Matieus de Caersi; que tingués el títol de "mestre" i que fos del Carcí són les úniques indicacions que tenim sobre la vida aquest trobador. Pel que fa a la cronologia, aquesta sí que resulta clara pel fet històric al qual fa referència la seva obra: la mort de Jaume I (26 de juliol de 1276).
L'extens planh, de gairebé 90 versos, conté una nota literària interessant quan l'autor diu que bé hauran de fer dol pel rei els seus territoris "com en tingueren els de Bretanya per Artur" (cum per Artus agron silh de Bretanha, v. 33).
L'altre planh que es conserva per la mort de Jaume I és de Cerverí de Girona.

## Planh
- (299,1)[2] Tant suy marritz que no·m puesc alegrar

### Repertoris
- Alfred Pillet / Henry Carstens, Bibliographie der Troubadours von Dr. Alfred Pillet […] ergänzt, weitergeführt und herausgegeben von Dr. Henry Carstens. Halle : Niemeyer, 1933 [Matieu de Caersí és el número PC 299]